# 16749 Vospini
16749 Vospini este o planetă minoră (asteroid), cu un diametru de 5,595 km, din centura de asteroizi. A fost descoperită pe 16 august 1996 la Sormano de Piero Sicoli⁠(d). 
Obiectul prezintă o orbită caracterizată de o semiaxă mare de 2,5755469 UAi, o excentricitate de 0,15, o înclinație de 14,44268 ° în raport cu ecliptica.